# Исаченко, Игорь Владимирович
Игорь Владимирович Исаченко (бел. Ігар Уладзіміравіч Ісачэнка; род. 26 марта 1969, Лиозно, Лиозненский район, Витебская область, Белорусская ССР, СССР) — белорусский государственный деятель, военный.

## Биография
Родился 26 марта 1969 года в посёлке городского типа Лиозно в семье служащих. В 10 лет отца перевели работать в Городок, где Игорь окончил школу. После чего поступил в Киевское ракетное инженерное училище им. С. М. Кирова. После окончания училища, попал по распределению в войсковую часть в деревне Межица Лепельского района. После нескольких лет службы перевелся в Полоцк, где позднее стал начальником штаба зенитно-ракетного дивизиона.
В 1999 решил покинуть службу и попробовать себя на «гражданке». Изначально был мастером на Полоцкой газонаполнительной станции, затем стал ее директором. Затем, как утверждает сам Игорь, его заметило начальство области. Они предложили ему должность заместителя главного инженера, а после и заместителя генерального директора — директора «Витебскоблгаз». Затем, с 2004 по 2009 года, был генеральным директором «Витебскоблводоканала».
После работы в «Витебскоблводоканале», в январе 2014, работал в Витебском облисполкоме в должности председателя комитета по архитектуре и строительству. По словам Игоря, ему приходилось работать с раннего утра и до позднего вечера, в том числе и в субботу.
Являлся депутатом Витебского областного Совета депутатов 27-го и 28-го созыва.
Исходя из декларации чиновник за 2013 год заработал около 22 тысяч долларов США. В этот период времени он работал директором «Витебскоблводоканала». Глава государства во время назначения Игоря Исаченко на должность Председателя Оршанского районного исполнительного комитета об этом не знал.
15 августа 2018 года на внеочередной сессии Оршанского районного Совета депутатов Игорь Исанченко был утверждён в должности Председателя Оршанского районного исполнительного комитета. Нового главу района представила Наталья Качанова. Занимал эту должность до 2023 года.

## Личная жизнь
Женат, воспитывает троих детей.